# Dani Ndi
Daniel Arnaud Ndi (Duala, Camerún, 18 de agosto de 1995), conocido como Dani Ndi, es un futbolista camerunés que juega de centrocampista en el Víkingur Ólafsvík de la 2. deild karla.

## Trayectoria
A los catorce años abandonó Camerún para irse a Austria y a continuación a Inglaterra, donde vivió durante seis meses. Allí pasó por un período de prueba con el Manchester United F. C., aunque finalmente su incorporación al fútbol base del equipo inglés no llegó a concretarse. Regresó entonces a Camerún y comenzó a jugar en el Daga Young Stars de su ciudad natal, donde llamó la atención de una agencia de representación de futbolistas que decidió llevarlo a España y se enroló en las filas del equipo juvenil de la A. D. Colmenar Viejo.
A mediados de la temporada 2011-12 fue adquirido por el Real Sporting de Gijón, que no pudo inscribirlo en ninguno de sus conjuntos juveniles debido a una norma que impedía participar en competiciones nacionales a futbolistas extranjeros menores de edad y sin documentación. Tras varios meses entrenando en las instalaciones de Mareo el club decidió cederlo durante la campaña 2012-13 a la Sociedad Deportiva Llano 2000, equipo gijonés que competía en la Regional Preferente de Asturias. Durante la temporada 2013-14 alternó sus participaciones entre el equipo juvenil de División de Honor del Sporting y el Real Sporting de Gijón "B", filial de la Segunda División B.
El 26 de octubre de 2014 debutó con el Sporting en Segunda División durante un partido disputado en el estadio El Molinón ante el C. A. Osasuna. Anotó su primer gol en la categoría el 4 de enero de 2015, en un encuentro frente al C. D. Tenerife que tuvo lugar en el estadio Heliodoro Rodríguez López y finalizó con el resultado de 1-1. A finales de marzo, tras finalizar la concentración con su selección en Tailandia, alegó la rotura de una de las hojas de su pasaporte para justificar su tardanza en el regreso a Gijón y el propósito de viajar a Camerún para gestionar un nuevo documento. En vista de la demora en los trámites y la imposibilidad de contactar con el jugador, el Sporting emitió un comunicado oficial en su página web el 6 de abril en el que exponía esta situación así como su intención de llevar a cabo una reclamación formal ante la FIFA en caso de que se prolongara la incomparecencia. Finalmente, su vuelta se produjo el 13 de abril y desde la directiva del club se anunció la apertura de un expediente disciplinario al futbolista, mientras que el entrenador Abelardo Fernández decidió prescindir de él durante los partidos restantes de la temporada 2014-15.
El 11 de noviembre se anunció la renovación de su contrato por dos temporadas en una rueda de prensa en la que Ndi expresó el arrepentimiento por su actuación en los meses anteriores. Debutó en la Primera División el 28 de noviembre en un encuentro frente al R. C. Celta de Vigo celebrado en el estadio de Balaídos. En la jornada 21, disputada ante la Real Sociedad de Fútbol en El Molinón, se estrenó como goleador en la máxima categoría en una victoria por 5-1 de su equipo. Rescindió su contrato con el Sporting el 1 de septiembre de 2017. Tras varios meses sin encontrar equipo, el 12 de febrero de 2018 fichó por el R. C. D. Mallorca, con el que consiguió un ascenso a Segunda División en la campaña 2017-18.
En noviembre de 2019, tras un paso por el NK Istra 1961 de Croacia, regresó a España después de fichar por el C. P. Villarrobledo.
El 25 de enero de 2022 firmó por el Club de Fútbol Talavera de la Reina. Dejó el equipo al expirar su contrato en junio y estuvo sin equipo hasta febrero de 2023, momento en el que se fue a Islandia para jugar en la tercera categoría, primero con el Höttur/Huginn y después en el Víkingur Ólafsvík.

## Selección nacional
Fue internacional con Camerún en las categorías sub-15 y sub-17. El 12 de marzo de 2015 recibió su primera convocatoria con la selección absoluta y el día 25 del mismo mes debutó en un partido amistoso frente a Indonesia que finalizó con una victoria camerunesa por 0-1.

## Clubes
| Club                       | País     | Año       |
| -------------------------- | -------- | --------- |
| S. D. Llano 2000           | España   | 2012-2013 |
| Real Sporting de Gijón "B" | España   | 2013-2015 |
| Real Sporting de Gijón     | España   | 2015-2017 |
| R. C. D. Mallorca          | España   | 2018      |
| N. K. Istra 1961           | Croacia  | 2019      |
| C. P. Villarrobledo        | España   | 2019-2021 |
| C. F. Talavera de la Reina | España   | 2022      |
| Höttur/Huginn              | Islandia | 2023      |
| Víkingur Ólafsvík          | Islandia | 2024-     |